# Roman Totenberg
Roman Totenberg (Łódź, 1 januari 1911 – Newton (Massachusetts), 8 mei 2012) was een Pools-Amerikaans violist.

## Biografie
Totenberg werd geboren in Łódź in het toenmalige Keizerrijk Rusland in een Joodse familie. Al op zijn 11de maakte hij deel uit Filharmonisch Orkest van Warschau. Hij werkte onder meer samen met Arthur Rubinstein en Karol Szymanowski. In de Verenigde Staten trad hij met verschillende orkesten op, zoals de New York Philharmonic. In het jaar 2000 werd hij in zijn geboorteland Polen gehonoreerd met de hoogste medaille van verdienste.
In mei 1980 werd de Ames Stradivarius gestolen uit het kantoor van Totenberg bij de Longy School of Music in Cambridge, waar hij directeur was. In augustus 2015 werd de Stradivarius terug gevonden.
Hij was gehuwd met Melanie Shroder (1917-1996). Ze kregen drie dochters: Nina, Amy en Jill. Ook zijn dochters werden bekend. Nina is journaliste, Amy is rechter. Totenberg overleed op 8 mei 2015 op 101-jarige leeftijd.
- Bibliothèque nationale de France: cb14233817b (data)
- Gemeinsame Normdatei: 135140501
- International Standard Name Identifier: 0000 0001 1473 6076
- Library of Congress Control Number: nr90006782
- Nationale Bibliotheek van Letland: 000344380
- MusicBrainz: bace8176-a070-41c7-a0d9-1d8c0c8d233f
- Nationale Bibliotheek van Tsjechië: xx0180685
- Nationale Bibliotheek van Israël: 987007293181805171
- SNAC: w6xh1szt
- Système universitaire de documentation: 160200768
- Virtual International Authority File: 61758770
- WorldCat: E39PBJwX96RqR3CYvhFXJDRtKd